# Draft NBA 1975
Il Draft NBA 1975 si è svolto il 29 maggio 1975 a New York e ha prodotto diversi talenti come David Thompson prima scelta assoluta che decise di firmare in ABA con i Denver Nuggets così come la terza scelta Marvin Webster, Alvan Adams, e Darryl Dawkins, oltre a Joe Bryant, padre di Kobe Bryant.

## Giocatori scelti al 1º giro
|  | = All-Star     |
|  | = Hall of Fame |

| Scelta | Giocatore              | Nazionalità | Squadra NBA             | Scuola/ex squadra                     |
| ------ | ---------------------- | ----------- | ----------------------- | ------------------------------------- |
| 1      | David Thompson (G-F)   | Stati Uniti | Atlanta Hawks           | North Carolina State                  |
| 2      | David Meyers (F-C)     | Stati Uniti | Los Angeles Lakers      | UCLA                                  |
| 3      | Marvin Webster (C)     | Stati Uniti | Atlanta Hawks           | Morgan State                          |
| 4      | Alvan Adams (C-F)      | Stati Uniti | Phoenix Suns            | Oklahoma                              |
| 5      | Darryl Dawkins (C)     | Stati Uniti | Philadelphia 76ers      | Maynard Evans H.S. (Orlando, Florida) |
| 6      | Lionel Hollins (G)     | Stati Uniti | Portland Trail Blazers  | Arizona State                         |
| 7      | Rich Kelley (C-F)      | Stati Uniti | New Orleans Jazz        | Stanford                              |
| 8      | Junior Bridgeman (F-G) | Stati Uniti | Los Angeles Lakers      | Louisville                            |
| 9      | Gene Short (F)         | Stati Uniti | New York Knicks         | Jackson State                         |
| 10     | Bill Robinzine (F)     | Stati Uniti | Kansas City-Omaha Kings | DePaul                                |
| 11     | Joe Meriweather (C-F)  | Stati Uniti | Houston Rockets         | Southern Illinois                     |
| 12     | Frank Oleynick (G)     | Stati Uniti | Seattle SuperSonics     | Seattle                               |
| 13     | Bob Bigelow (F-G)      | Stati Uniti | Kansas City-Omaha Kings | Pennsylvania                          |
| 14     | Joe Bryant (F-C)       | Stati Uniti | Golden State Warriors   | La Salle                              |
| 15     | John Lambert (C-F)     | Stati Uniti | Cleveland Cavaliers     | Southern California                   |
| 16     | Ricky Sobers (G)       | Stati Uniti | Phoenix Suns            | UNLV                                  |
| 17     | Tom Boswell (F-C)      | Stati Uniti | Boston Celtics          | South Carolina                        |
| 18     | Kevin Grevey (G-F)     | Stati Uniti | Washington Bullets      | Kentucky                              |

## Giocatori scelti al 2º giro
| Scelta | Giocatore        | Nazionalità | Squadra NBA            | Scuola/ex squadra                          |
| ------ | ---------------- | ----------- | ---------------------- | ------------------------------------------ |
| 19     | Bill Willoughby  | Stati Uniti | Atlanta Hawks          | Dwight Morrow H.S. (Englewood, New Jersey) |
| 20     | Gus Williams     | Stati Uniti | Golden State Warriors  | Southern California                        |
| 21     | Bruce Seals      | Stati Uniti | Seattle SuperSonics    | Xavier (LA)                                |
| 22     | Clyde Mayes      | Stati Uniti | Milwaukee Bucks        | Furman                                     |
| 23     | Lloyd Free       | Stati Uniti | Philadelphia 76ers     | Guilford                                   |
| 24     | Cornelius Cash   | Stati Uniti | Milwaukee Bucks        | Bowling Green State                        |
| 25     | Bob Gross        | Stati Uniti | Portland Trail Blazers | Long Beach State                           |
| 26     | Ticky Burden     | Stati Uniti | New York Knicks        | Utah                                       |
| 27     | Walter Luckett   | Stati Uniti | Detroit Pistons        | Ohio                                       |
| 28     | Dan Roundfield   | Stati Uniti | Cleveland Cavaliers    | Central Michigan                           |
| 29     | Jim Blanks       | Stati Uniti | Houston Rockets        | Gardner-Webb                               |
| 30     | Steve Green      | Stati Uniti | Chicago Bulls          | Indiana                                    |
| 31     | Glenn Hansen     | Stati Uniti | Kansas City Kings      | Louisiana State                            |
| 32     | John Laskowski   | Stati Uniti | Chicago Bulls          | Indiana                                    |
| 33     | Mel Utley        | Stati Uniti | Cleveland Cavaliers    | St. John's                                 |
| 34     | Larry Fogle      | Stati Uniti | New York Knicks        | Canisius College                           |
| 35     | Allen Murphy     | Stati Uniti | Phoenix Suns           | Louisville                                 |
| 36     | Jimmy Dan Conner | Stati Uniti | Phoenix Suns           | Kentucky                                   |

## Giocatori scelti al 3º giro
| Scelta | Giocatore         | Nazionalità | Squadra NBA             | Scuola/ex squadra |
| ------ | ----------------- | ----------- | ----------------------- | ----------------- |
| 37     | Rudy Hackett      | Stati Uniti | New Orleans Jazz        | Syracuse          |
| 38     | Jim McElroy       | Stati Uniti | New Orleans Jazz        | Central Michigan  |
| 39     | Jimmie Baker      | Stati Uniti | Philadelphia 76ers      | Hawaii            |
| 40     | Otis Johnson      | Stati Uniti | Golden State Warriors   | Stetson           |
| 41     | Charles Cleveland | Stati Uniti | Philadelphia 76ers      | Alabama           |
| 42     | Tom Roy           | Stati Uniti | Portland Trail Blazers  | Maryland          |
| 43     | Brian Hammel      | Stati Uniti | Milwaukee Bucks         | Bentley           |
| 44     | Pete Trgovich     | Stati Uniti | Detroit Pistons         | UCLA              |
| 45     | Ted Hathaway      | Stati Uniti | Cleveland Cavaliers     | Cleveland State   |
| 46     | John Ramsay       | Stati Uniti | New York Knicks         | Seton Hall        |
| 47     | Rudy White        | Stati Uniti | Houston Rockets         | Arizona State     |
| 48     | Tom Kropp         | Stati Uniti | Atlanta Hawks           | Nebraska          |
| 49     | Bob Guyette       | Stati Uniti | Kansas City-Omaha Kings | Kentucky          |
| 50     | Gus Gerard        | Stati Uniti | Portland Trail Blazers  | Virginia          |
| 51     | Bubbles Hawkins   | Stati Uniti | Golden State Warriors   | Illinois State    |
| 52     | George Bucci      | Stati Uniti | Buffalo Braves          | Manhattan         |
| 53     | Jerome Anderson   | Stati Uniti | Boston Celtics          | West Virginia     |
| 54     | Bayard Forrest    | Stati Uniti | Phoenix Suns            | Grand Canyon      |

## Giocatori scelti nei giri successivi con presenze nella NBA o nella ABA
| Scelta | Giocatore        | Nazionalità | Squadra NBA            | Scuola/ex squadra    |
| ------ | ---------------- | ----------- | ---------------------- | -------------------- |
| 56     | C.J. Kupec       | Stati Uniti | Los Angeles Lakers     | Michigan             |
| 57     | Monte Towe       | Stati Uniti | Atlanta Hawks          | North Carolina State |
| 61     | Phil Hicks       | Stati Uniti | Portland Trail Blazers | Tulane               |
| 62     | Eric Fernsten    | Stati Uniti | Cleveland Cavaliers    | San Francisco        |
| 63     | David Vaughn     | Stati Uniti | New York Knicks        | Oral Roberts         |
| 64     | Lindsay Hairston | Stati Uniti | Detroit Pistons        | Michigan State       |
| 65     | Ken Smith        | Stati Uniti | Houston Rockets        | Tulsa                |
| 75     | Wilbur Holland   | Stati Uniti | Atlanta Hawks          | New Orleans          |
| 76     | Joe Pace         | Stati Uniti | Phoenix Suns           | Coppin State         |
| 80     | Don Washington   | Stati Uniti | New York Knicks        | North Carolina       |
| 92     | Don Ford         | Stati Uniti | Los Angeles Lakers     | UC Santa Barbara     |
| 99     | Henry Ward       | Stati Uniti | Cleveland Cavaliers    | Jackson State        |
| 100    | Hank Williams    | Stati Uniti | New York Knicks        | Jacksonville         |
| 109    | Bill Higgins     | Stati Uniti | New Orleans Jazz       | Ashland              |
| 113    | Mike Flynn       | Stati Uniti | Philadelphia 76ers     | Kentucky             |
| 119    | Nate Barnett     | Stati Uniti | Houston Rockets        | Akron                |
| 136    | Andre McCarter   | Stati Uniti | Cleveland Cavaliers    | UCLA                 |
| 139    | Jim Bostic       | Stati Uniti | Kansas City Kings      | New Mexico State     |
| 151    | Terry Thomas     | Stati Uniti | Detroit Pistons        | Detroit Mercy        |